# Galenara cabira
Galenara cabira är en fjärilsart som beskrevs av Druce 1892. Galenara cabira ingår i släktet Galenara och familjen mätare. Inga underarter finns listade i Catalogue of Life.